# L'Alliance des hérétiques
L'Alliance des hérétiques (titre original : By Schism Rent Asunder) est un roman de science-fiction de l'écrivain David Weber paru en 2008 aux États-Unis,. Il est le deuxième livre de la série Sanctuaire.

## Résumé
Après une lourde défaite contre la marine de Charis, Hektor prince de Corisande lance la construction d’une flotte de galions avec l’aide financière de l’Église.
Durant l’enterrement de Haarahld roi de Charis, Maikel Staynair qui vient d’être élevé au rang d’archevêque par Cayleb le nouveau roi déclare que Charis se détache de l’Église à cause des agissements du groupe des quatre. Ces derniers, le grand inquisiteur Clyntahn, le chancelier du conseil des vicaires Trynair, le capitaine général Magwair et le ministre du trésor Duchairn décident de construire une flotte de guerre.
Cayleb envoie son premier conseiller Havre-Gris négocier une alliance et un mariage avec Sharleyan reine de Chisholm. Il lui propose l’unification des deux royaumes en un empire, sachant que Chisholm serait la prochaine cible du groupe des quatre si Charis était vaincue, elle accepte.
Madame Ahnzhelyk, tenancière d’un hôtel de passe dans la ville de Sion, aide la femme et les fils de Dynnys, ancien archevêque de Charis, à fuir après qu’il a été torturé en public par l’inquisition.
Cayleb informe Merlin qu’il envisage de négocier l’annexion d’Emeraude avec le prince Nahrmahn qui de son côté envisage de capituler pour éviter la mort de milliers de ses sujets. Merlin sauve l’archevêque Maikel d’une tentative d’assassinat dans sa cathédrale. Le collège royal est incendié par des Templistes fidèles à l’Église, Merlin sauve son doyen Mahklyn. Maikel amène Merlin au monastère de Saint-Zherneau et lui montre un manuscrit d’un des premiers colons qui déclare que l’Église repose sur des mensonges. Il lui dévoile que les souverains de Charis sont informés de cela depuis très longtemps ce qui explique l’attitude passé de Haarahld. Le colon a laissé aussi une lettre où il écrit que Pei avait annoncé la venue de Nimue. Merlin se dévoile à l’archevêque, ils mettent Cayleb au courant des écrits conservés au monastère et de la vraie nature de Merlin-Nimue. Le collège royal est installé dans le palais de Cayleb, Mahklyn est aussi informé de l’identité de Merlin.
Pour lutter contre les corsaires affrétés par Charis qui paralyse le commerce, le groupe des quatre décide de leur interdire l’accès à tous les ports de Sanctuaire.
Madame Dynnys et ses enfants arrivent à Charis, l’archevêque Maikel les accueille et Cayleb leur offre hospitalité et protection.
Dans le port de Ferayd du royaume de Delferahk, les bateaux marchants de Charis sont attaqués sur l’ordre des prêtres de l’inquisition ; les hommes, femmes et enfants sont massacrés. Dix navires sur vingt-huit parviennent à s’échapper.
Sharleyan arrive à Charis pour le mariage, elle et Cayleb tombent amoureux l’un de l’autre. Nahrmahn prince d’Emeraude se voit proposer d’intégrer l’empire de Charis et d’en devenir le futur chef du service d’espionnage, il accepte.
À Sion, le groupe des quatre apprenant le départ de Nahrmahn d’Emeraude envisagent d’excommunier Cayleb et Maikel ainsi que les nobles et prêtres que les soutiennent. Des membres du Cercle, des ecclésiastiques opposants clandestins au groupe des quatre se réunissent pour envisager la suite des événements.
Lorsque Cayleb apprend le récit du massacre dans le port de Ferayd, il décide de réduire en cendre les quartiers proches du port et d’arraisonner tous les navires battant pavillon delferahkien. Une flotte de galions de Charis réduit toutes les défenses côtières de Ferayd, peu après la ville hisse le drapeau blanc. Cayleb à la tête d’une armada quitte Charis avec 50 000 fusiliers pour aller vers Chisholm préparer l’invasion de Corisande. Sharleyan reste à Charis pour gouverner à sa place.